# Нырки
Нырки (лат. Netta) — род водоплавающих птиц семейства утиных.
Нырки имеют средний размер (меньше кряквы), большую голову и короткую шею. На берег выходят редко, большую часть времени проводят на открытых плесах. Плавая, держат хвост опущенным, посадка на воде низкая. Кормясь, ныряют, за что и получили своё название.
Род Netta содержит следующие виды:
- Красноносый нырок (Netta rufina)
- Красноглазый нырок (Netta erythrophthalma)
- Пампасский нырок (Netta peposaca)